# Wagad FC
El Wagad (en árabe: واجاد مقديشيو‎) es un equipo de fútbol de Somalia que actualmente juega en la Cuarta División de Somalia, la cuarta liga de fútbol en importancia en el país.

## Historia
Fue fundado en el año 1980 en la capital Mogadiscio y en solo dos años de existencia ascendieron a la Primera División de Somalia, la cual ganaron en su año de debut. Sus mejores años han sido en la década de los años 80s, esto porque lograron ganar el título de liga en 3 veces más hasta que en la temporada 1993 se paró la liga.
Descendieron de la Primera División de Somalia en 1998 e iniciaron su caída libre hasta la Cuarta División de Somalia, liga donde se encuentran actualmente.
A nivel internacional han participado en 3 torneos continentales, en los cuales nunca han superado la primera ronda.

## Palmarés
- Primera División de Somalia: 4

1982, 1985, 1987, 1988

## Participación en competiciones de la CAF
| Temporada | Torneo                            | Ronda      | Club              | Casa | Visita | Global |
| --------- | --------------------------------- | ---------- | ----------------- | ---- | ------ | ------ |
| 1983      | Copa Africana de Clubes Campeones | 1          | Pan African FC    | 1-2  | 0-0    | 1-2    |
| 1986      | Copa Africana de Clubes Campeones | Preliminar | Panthères Noires  | 1-2  | 0-3    | 1-5    |
| 1988      | Copa Africana de Clubes Campeones | Preliminar | Panthères Noires  | 1-0  | 2-2    | 3-2    |
| 1988      | Copa Africana de Clubes Campeones | 1          | Al Hilal Omdurmán | 1-1  | 0-6    | 1-7    |

## Jugadores destacados
- Abdi Mohamed Ahmed